# 黑暗复仇者
《黑暗复仇者》（英語：Dark Avengers）是美国漫威漫画公司出版的连环漫画。是在漫威漫畫的大事件「內戰」後的事件。
《黑暗复仇者》為超级英雄团队復仇者的许多系列其中之一（其他的如：少年復仇者、新复仇者等）。在黑暗王朝中，以綠惡魔為首，及阿瑞斯、蠍子人、靶眼、哨兵、戴肯、驚奇男孩、猛毒和月光石等所組成的註冊复仇者。其中以相對舊复仇者成員的形象，以換取大眾信任。

## 初代成員
| 主要成員           | 主要成員 |
| ------------------ | --- |
| 諾曼·奧斯朋        | 黑暗復仇者的領導人，原是蜘蛛人的最大死敵綠惡魔，在連載中繼續以雷霆特攻隊的領導者的身分活躍著。在黑暗復仇者還在的時期也是取代神盾局的組織神錘局局長，但最終被推翻。 |
| 哨兵               | 號稱擁有相當於100萬顆太陽的能量的超級英雄，精神常處於不安定的狀態，雙重人格。                                                                                      |
| 阿瑞斯             | 神祇。奧林帕斯神族的戰神，十分熱愛戰爭。 |
| 被猛毒寄生的蠍子人 | 原本也是蜘蛛人的敵人，外星生命體。猛毒原本的寄宿者是艾迪·布洛克，但後來艾迪變成反猛毒後，洗心革面，加入黑暗復仇者後偽裝成了蜘蛛人。                                |
| 靶眼               | 一名喪心病狂的殺手，能夠將手邊的任何物品化成武器。加入黑暗復仇者後使用鷹眼這個身分。                                                                               |
| 月光石             | 原是雷霆特工隊的隊員，加入黑暗復仇者後取代了驚奇女士。 |
| 戴肯               | 金鋼狼的兒子，母親是金鋼狼在日本結識的已故舊情人伊津明弘。擁有跟金鋼狼類似的超回復能力，加入黑暗復仇者後偽裝成了金鋼狼。                                           |
| 驚奇男孩           | 從高科技與強大力量為特色的克里族星來的外星人，黑暗復仇者時稱驚奇隊長。                                                                                             |

## 新黑暗復仇者
- 高貢（英语：Gorgon (Tomi Shishido)）作為金鋼狼
- 斯卡爾（英语：Skaar (comics)）作為浩克
- 至高女（英语：Superia）作為驚奇女士
- 捷射（英语：Barney Barton）作為鷹眼
- 六手蜘蛛（英语：Ai Apaec）作為蜘蛛人
- 托克希.多克希（英语：June Covington）作為緋紅女巫
- 諸神黃昏（英语：Ragnarok (comics)）作為雷神索尔

## 出版历史
該系列於2009年1月推出第一期。